# Cheers (米倉千尋のアルバム)
『Cheers』（チアーズ）は、米倉千尋の9枚目のアルバムである。デビュー10周年を記念して作られた。同時発売となったシングル『僕のスピードで』は、隠しトラックのアルバムバージョンとして、収録されている（これはデモ盤と、一緒である）。初回盤のみボックス仕様&『僕のスピードで』との連動特典専用応募ハガキを封入している。

## 収録曲
1. Today's the day
  - 作詞・作曲：米倉千尋 / 編曲：高山和芽
2. フリル
  - 作詞：渡辺なつみ、作曲：米倉千尋 / 編曲：高山和芽
3. Are you happy?
  - 作詞・作曲：米倉千尋 / 編曲：高山和芽
4. 夕焼けランドセル
  - 作詞・作曲：米倉千尋 / 編曲：高山和芽
5. reef
  - 作詞・作曲：米倉千尋 / 編曲：高山和芽
6. ずっと　ずっと
  - 作詞・作曲：米倉千尋 / 編曲：高山和芽
7. bless you
  - 作詞・作曲：米倉千尋 / 編曲：高山和芽
8. 遠い遠い国で
  - 作詞・作曲：米倉千尋 / 編曲：高山和芽
9. cheers!
  - 作詞・作曲：米倉千尋 / 編曲：高山和芽
10. 10 YEARS AFTER〜thank you yesterdays〜
  - 作詞：朝倉京子 / 作曲：三浦一年 / 編曲：高山和芽

〜僕のスピードで-Album Version-（隠しトラック）
  - 作詞・作曲：米倉千尋 / 編曲：高山和芽